# Chantal Mouffe
Pour les articles homonymes, voir Mouffe.
Chantal Mouffe, née le 17 juin 1943 à Charleroi (Belgique), est une philosophe politique belge.
S'inscrivant dans le courant de pensée post-marxiste, elle est surtout connue pour l'essai Hégémonie et stratégie socialiste (en), écrit avec Ernesto Laclau. Sa réflexion s'articule principalement autour de l'idée de démocratie radicale et des concepts de démocratie plurielle et de pluralisme agonistique.

## Carrière
Chantal Mouffe a étudié aux universités catholique de Louvain, Paris et Essex et a travaillé dans de nombreuses universités à travers le monde, aussi bien en Europe qu'aux États-Unis, au Canada, et en Amérique latine. Elle a également été professeure consultante à Harvard, Cornell, Princeton, ainsi qu'au CNRS,.
Durant la période 1989-1995, elle fut directrice de programme au Collège international de philosophie à Paris. Elle occupe depuis 2004 un poste de professeur au département de sciences politiques et relations internationales de l'université de Westminster en Angleterre, où elle dirige le Centre pour l'étude de la démocratie,.
Au début des années 2020, elle fait partie du « conseil scientifique » de l'Institut La Boétie.

## Pensée

### Une théorie politique post-marxiste
Avec pour ambition de ré-élaborer un projet socialiste qui réponde à « la crise de la pensée de gauche, à la fois dans ses versions communiste et social-démocrate » l'essai Hégémonie et stratégie socialiste, coécrit en 1985 avec Ernesto Laclau, inscrit la théorie politique de Chantal Mouffe dans une perspective post-marxiste et anti-essentialiste. En effet, considérant que les schèmes d'analyses marxistes sont inopérants pour rendre compte des nouveaux mouvements sociaux des années 1960 (féministes, homosexuels, Noirs...), Chantal Mouffe et Ernesto Laclau cherchent à développer une théorie qui ne soit pas focalisée uniquement sur l'exploitation économique et les rapports de classes. L'ouvrage s'inspire ainsi de la critique de l'essentialisme formulée par le courant de pensée structuraliste et post-structuraliste (recourant alors à des auteurs comme Derrida, Lacan ou Foucault), cette critique s'articulant à une utilisation des concepts de Gramsci, particulièrement celui d'hégémonie.
L'anti-essentialisme de Chantal Mouffe, et sa remise en cause corrélative du marxisme orthodoxe, s'exprime notamment par son opposition à l'idée d'un processus historique déterminé par des facteurs objectifs (lois de l'histoire, primat de l'infrastructure économique, intérêts objectifs du prolétariat comme unique vecteur d'un dépassement inéluctable du capitalisme...). Contre la conception déterministe de l'histoire, elle défend « qu’il est toujours possible de changer les choses politiquement, et d’intervenir sur les relations de pouvoir afin de les transformer », tout en affirmant que ces transformations de société ne nécessitent pas « de détruire l’ordre démocratique libéral et de bâtir un nouvel ordre en repartant de zéro ». Il s'agirait plutôt de mettre en œuvre réellement les principes d'égalité et de liberté proclamés, selon elle non appliqués par les démocraties libérales modernes.

### Critique des modèles libéraux et délibératifs
Le modèle politique de Chantal Mouffe concernant la démocratie s'oppose clairement à ceux de la démocratie délibérative et de la démocratie libérale.
Elle s'associe à la critique formulée par Carl Schmitt à l'encontre du libéralisme pour dénoncer le recours au vocabulaire et aux concepts de l'économie, de l'éthique et du juridique pour saisir le politique,, devenant ainsi incapable de comprendre la spécificité de celui-ci. Elle reproche à la pensée libérale d'une part la valorisation de l'individualisme, d'autre part son rationalisme. Ce dernier, s'exprimant au travers de « la croyance en la possibilité d’une réconciliation finale grâce à la raison », soit l'obtention d'un consensus rationnel au sujet des décisions politiques, est selon Chantal Mouffe illusoire et l’empêche « de reconnaître la possibilité, toujours présente, de l'antagonisme ». Concernant l’individualisme, celui-ci rend impossible la formation des « identités collectives »,, qu'elle juge indissociables d'une organisation véritablement démocratique.
Son opposition aux partisans de la démocratie délibérative, tel Habermas ou Rawls, se fonde sur des objections similaires. En effet, Chantal Mouffe critique aussi la théorie délibérative pour son rationalisme, et rapproche par là même celle-ci de la perspective libérale. À travers ce rationalisme, le modèle délibératif viserait à évacuer le conflit, pourtant « constitutif du politique », ainsi qu'à rabattre la problématique politique sur une dimension éthique, aboutissant finalement à l'illusion d'une « fin du politique ».

### La démocratie plurielle, de l'antagonisme au modèle agonistique
Aux modèles délibératifs et libéraux, Chantal Mouffe oppose le projet d'une « démocratie radicale et plurielle », qui se veut être une « radicalisation de la tradition démocratique moderne », passant par « l’extension et l’approfondissement de la révolution démocratique ». Au centre de cette théorie, s'affirme l'idée que le politique, et corrélativement la démocratie, est indissociable d'une dimension conflictuelle, celle-ci ne pouvant être éliminée par aucun « processus rationnel de négociation », qu'il s'agisse de la délibération habermassienne ou du voile d'ignorance proposé par Rawls. Pour décrire cette persistance inéliminable de « conflits pour lesquels aucune solution rationnelle n'existe », Chantal Mouffe use du concept d'antagonisme, par lequel elle définit le politique lui-même. De nouveau, ce concept d'antagonisme s'inspire de la théorie de Schmitt, celui-ci rapportant le politique à une relation ami/ennemi, « qui ne peut être résolue dialectiquement ».
Néanmoins, reconnaissant avec ce dernier que l'antagonisme ami/ennemi conduit à la « destruction de l'association politique », et ne peut pour cette raison être considéré comme « légitime au sein d'une société démocratique », elle défend l'idée que l'antagonisme proprement dit, à défaut de pouvoir être éliminé, peut et doit être sublimé en un agonisme. Ce dernier se distingue alors de l'antagonisme en tant qu'il ne renvoie plus à la confrontation entre ennemis, mais à celle opposant des « adversaires reconnaissant la légitimité de leurs revendications respectives ». Elle affirme ainsi que « le but d'une politique démocratique est de transformer l'antagonisme potentiel en une agonistique », dans laquelle les adversaires s'accordent sur les principes démocratiques de liberté et d'égalité, mais se confrontent sur la signification qu'il conviendrait de leur donner. La démocratie plurielle ou pluraliste qu'elle défend correspond à ce modèle agonistique, et présente à ses yeux l'avantage de reconnaître le rôle des passions dans la formation des identités collectives.
Par la suite, elle se prononce en faveur de la dimension partisane de la politique, et critique fermement les théories prétendant obsolète le clivage entre droite et gauche. Les tentatives d'élaboration d'une « troisième voie » pour dépasser ce clivage sont pour Chantal Mouffe l'une des raisons de l'essor des populismes de droite et partis d'extrême droite.
Une telle conception du politique, affirmant contre le rationalisme l'indissociabilité entre démocratie et conflictualité (du fait de l'absence de procédures politiques rationnelles qui permettraient de dépasser les oppositions et d'aboutir à un modèle définitif de l'idée de justice) peut être rapprochée des positions de Claude Lefort ou de Jacques Rancière, qui s'accordent eux aussi à lier l'idée de démocratie à celle de la nécessité du conflit. De même, cette position peut aussi dans une certaine mesure présenter des analogies avec la réfutation de l'existence de tout fondement strictement rationnel à la définition de la justice opérée par Cornelius Castoriadis.

### Critique
Le sociologue Pierre Birnbaum estime que la théorie de Chantal Mouffe est « fondamentalement étrangère à toute démonstration marxiste ou même socialiste, contraire aussi à toute analyse sociologique ». Il met tout particulièrement en cause son recours aux émotions des électeurs plutôt qu'à leur raison, « dans un rejet explicite de la tradition rationaliste des Lumières incarnée par Jürgen Habermas », mais aussi de « l’essentiel de la théorie politique contemporaine » ; selon le sociologue, la pensée de Chantal Mouffe est « une interprétation des fondements de la mobilisation inspirée certes explicitement des expériences de l’Amérique latine, mais qui semble trouver son origine lointaine dans les élucubrations, au XIXe siècle, de Gustave Le Bon ou de Gabriel Tarde ».

## Publications

### Publications en anglais
- Gramsci and Marxist Theory. Londres – Boston: Routledge / Kegan Paul, 1979.
- Hegemony and Socialist Strategy: Towards a Radical Democratic Politics. coécrit avec Ernesto Laclau, Londres – New York: Verso, 1985.
- Dimensions of Radical Democracy: Pluralism, Citizenship, Community. Londres – New York: Verso, 1992.
- The Return of the Political. Londres – New York: Verso, 1993.
- Deconstruction and Pragmatism. Londres – New York: Routledge, 1996.
- The Challenge of Carl Schmitt. Londres – New York: Verso, 1999.
- The Democratic Paradox. Londres – New York: Verso, 2000.
- The legacy of Wittgenstein: Pragmatism or Deconstruction. Francfort – New York: Peter Lang, 2001.
- On the Political. Abingdon – New York: Routledge, 2005.
- Agonistics: thinking the world politically. London: Verso, 2013
- Chantal Mouffe et Íñigo Errejón, Podemos : In the name of the people., Lawrence and Wishart, 2016, 160 p. (ISBN 978-1-910448-80-9)
- Chantal Mouffe, Artistic Strategies in Politics and Political Strategies in Art. Tom Bieling (Ed.), 2019, Design (&) Activism: Perspectives on Design as Activism and Activism as Design, Milano: Mimesis, p. 53–57.

### Publications en français
- Le politique et ses enjeux. Pour une démocratie plurielle. Paris: La Découverte/MAUSS, 1994.
- Quelle citoyenneté pour quelle démocratie ? conférence-débat avec l'Association Démosthène, Éd. Démosthène, 1997
- Hégémonie et stratégie socialiste : Vers une démocratie radicale [« Hegemony and Socialist Strategy: Towards a Radical Democratic Politics »]  (trad. de l'anglais), Besançon, Les Solitaires Intempestifs, 2009, 336 p. (ISBN 978-2-84681-245-0) (avec Ernesto Laclau, trad. Julien Abriel)
- Agonistique : Penser politiquement le monde [« Agonistics: thinking the world politically »]  (trad. de l'anglais), Paris, Beaux-Arts de Paris éditions, 2014, 164 p. (ISBN 978-2-84056-440-9) (trad. Denyse Beaulieu)
- Le paradoxe démocratique [« The Democratic Paradox »]  (trad. de l'anglais), Paris, Beaux-Arts de Paris éditions, 2016, 152 p. (ISBN 978-2-84056-486-7) (trad. Denyse Beaulieu)
- L'illusion du consensus [« On the Political »]  (trad. de l'anglais), Paris, Albin Michel, 2016, 170 p. (ISBN 978-2-226-31493-2) (trad. Pauline Colonna d'Istria)
- Chantal Mouffe et Iñigo Errejon (trad. de l'espagnol), Construire un peuple, pour une radicalisation de la démocratie, Paris, Les éditions du Cerf, 2017, 256 p. (ISBN 978-2-204-12154-5)
- Chantal Mouffe (trad. de l'anglais), Pour un populisme de gauche, Paris, Albin Michel, 2018, 144 p. (ISBN 978-2-226-43529-3)
- Chantal Mouffe (trad. de l'anglais), La révolution démocratique verte, Paris, Albin Michel, 2023, 116 p. (ISBN 978-2-226-47855-9)

### Articles
- « La « fin du politique » et le défi du populisme de droite », Revue du MAUSS 2/2002 (no 20), p. 178-194.
- « Le politique et la dynamique des passions », Rue Descartes 3/2004 (no 45-46), p. 179-192.
- « Politique et agonisme », Rue Descartes 1/2010 (no 67)
- « Communisme ou démocratie radicale », Actuel Marx 2/2010 (no 48)